# Arzneimittelversorgungs-Wirtschaftlichkeitsgesetz
Das Arzneimittelversorgungs-Wirtschaftlichkeitsgesetz (AVWG) wurde vom Deutschen Bundestag am 17. Februar 2006 mit den Stimmen von CDU/CSU und SPD beschlossen. Der ursprünglich für das Inkrafttreten des Gesetzes vorgesehene 1. April 2006 konnte durch die Anrufung des Vermittlungsausschusses seitens des Bundesrates nicht eingehalten werden. Der Vermittlungsausschuss leitete das Gesetz allerdings ohne Änderung wieder an den Bundestag zurück, der es am 7. April 2006 erneut beschloss, so dass es am 1. Mai 2006 in Kraft treten konnte.

## Ziel des Gesetzes
Die Bundesregierung verfolgte mit dem AVWG das Ziel, die Arzneimittelausgaben im Bereich der gesetzlichen Krankenversicherung zu reduzieren. Dabei wurde für das Jahr 2006 auf eine Einsparung von etwa 1 Mrd. Euro abgezielt. Die Mehrwertsteuererhöhung im Jahr 2007 führte zu einer Absenkung dieser Zielvorgaben auf etwa 500 Mio. Euro jährlich. Im Zuge der Einführung des AVWG erfolgten Änderungen im Fünten Buch Sozialgesetzbuch. Dies betraf insbesondere die Paragraphen 31, 35 und 71 ff. Weitere Änderungen erfolgten im Heilmittelwerbegesetz.
Nach der Einführung des AVWG sank das Wachstum der Arzneimittelausgaben. Im Juli lagen die Ausgaben 1,8 % unter denen des Vormonats Bis November 2006 sanken die Ausgaben von 10,6 Prozent im ersten Quartal des Jahres auf 1,9 Prozent. Bis Juli 2007 fiel die Zuzahlungspflicht bei 11.226 Präparaten weg.

## Die wichtigsten Regelungen
Vom 1. April 2006 bis zum 31. März 2008 gilt ein zweijähriger Preisstopp für Arzneimittel, die zu Lasten der gesetzlichen Krankenkassen verordnet werden. Die Festbetragsgrenzen für die Erstattung von Arzneimitteln durch die gesetzliche Krankenversicherung werden neu festgelegt. Bei den patentfreien Arzneimitteln mit gleichen Inhaltsstoffen, die von mehreren Unternehmen angeboten werden (Generika), wird ein Rabatt in Höhe von 10 Prozent des Herstellerabgabepreises erhoben. Dabei können die Krankenkassen jedoch mit den Herstellern einen speziellen Arzneimittel-Rabattvertrag abschließen. Eine größere Wirkung erhalten die Rabattverträge erst durch die Gesundheitsreform 2007 (GKV-WSG): Schließt ein Arzt den Austausch nicht ausdrücklich aus, dürfen nur noch Packungen der Rabattpartner abgegeben werden. Als Erste hat die AOK von dieser neuen Möglichkeit in größerem Umfang Gebrauch gemacht und bei 43 Wirkstoffen/Wirkstoffkombinationen mit mehreren Herstellern Rabattverträge abgeschlossen, die ab 1. April 2007 in den Apotheken umgesetzt werden müssen. Mittlerweile verhandeln alle Krankenkassen mit den Arzneimittelherstellern und schließen im großen Rahmen Rabattverträge.
Die Abgabe kostenloser Arznei-Packungen (Naturalrabatte) von Pharmaunternehmen und Großhändler an Apotheken soll unterbunden werden. Praxissoftware, die in Arztpraxen eingesetzt werden soll, darf nur noch von der Kassenärztlichen Vereinigung zugelassen werden, wenn sie einen manipulationsfreien Preisvergleich erlaubt.
Für Ärzte gilt die sogenannte Bonus-Malus-Regelung. Die Zielvorgaben für die Arzneimittelausgaben bei bestimmten umsatzstarken Wirkstoffen und Wirkstoffgruppen werden bestimmt mit Hilfe der Durchschnittskosten pro definierter Dosiereinheit auf Basis definierter Tagesdosen (DDD). Diese definierten Tagesdosen werden in Deutschland vom DIMDI festgelegt. Bei Überschreitung dieser Zielvorgaben um 10 Prozent hat der verordnende Arzt die Medikamentenkosten anteilig zu erstatten. Unterschreiten die Medikamentenausgaben den festgelegten Betrag, zahlen die Krankenkassen einen Bonus an die zugehörige Kassenärztliche Vereinigung. Krankenhäuser sollen bei der Entlassung eines Patienten Arzneimittel verschreiben, die auch bei Verordnung in der vertragsärztlichen Versorgung zweckmäßig und wirtschaftlich sind.
Arzneimittel mit Preisen von 30 Prozent und mehr unterhalb des Festbetrags können durch Beschluss der Spitzenverbände der Krankenkassen von der Zuzahlung befreit werden. Dadurch erhalten Versicherte in der gesetzlichen Krankenversicherung die Möglichkeit, die preisgünstigsten Festbetragsarzneimittel ohne Zuzahlung zu erhalten.

## Kritik
Die Einführung des Gesetzes führte zu Kritik der Pharmaunternehmen, Apotheker-, Ärzte- und Patientenselbsthilfeverbände.
Die Verbände der Pharmaunternehmen rechnen mit Umsatzeinbußen durch das Gesetz und damit verbunden mit Arbeitsplatzverlusten sowie einem Rückgang von innovativen Medikamenten. Die Nordrheinische Apothekerschaft befürchtet durch die Einführung des Gesetzes finanzielle Einbußen für Apotheker, die zu einem Qualitätsverlust bei der Arzneimittelversorgung führen würden.
Die Kassenärztliche Bundesvereinigung kritisiert insbesondere das Bonus-Malus-System und die mit dem Gesetz verbundenen zusätzlichen Bürokratiekosten. Das Bonus-Malus-System würde zu Verunsicherung bei den Vertragsärzten führen und sie in ein ethisches Dilemma stürzen. Die vertrauensvolle Beziehung zwischen Arzt und Patienten könnte beeinträchtigt werden. Die zusätzlichen Bürokratiekosten werden nach einer Studie von Refaconsult zwischen 494,5 und 531,3 Millionen Euro beziffert.
Die Arbeitsgemeinschaft MEDI hält die Orientierung an Tagestherapiekosten für verfehlt, da die DDD lediglich eine Orientierungsgröße sei und nicht mit einer therapeutischen oder empfohlenen Dosis verwechselt werden dürfe.
Die Bundesarbeitsgemeinschaft Selbsthilfe von Menschen mit Behinderung und chronischer Erkrankung und ihren Angehörigen befürchtet eine weitere Stigmatisierung von teuren Patienten, also insbesondere Behinderter und chronisch Kranker, durch die Einführung der Bonus-Malus-Regelung. Die Deutsche Multiple Sklerose Gesellschaft sieht die Versorgung chronisch kranker Patienten mit Arzneimitteln durch die erhöhten Zuzahlungen aufgrund der Absenkung der Festbeträge als gefährdet an. Sie befürchtet auch eine restriktivere Verschreibungspraxis zu Lasten der Patienten.
Die geplanten Veränderungen durch dieses Gesetz führten am 19. Mai 2006 zur bislang größten Ärztedemonstration in der Geschichte der Bundesrepublik.

## Auswirkung des Gesetzes auf Praxis-Software
Aufgrund einer bundesmantelvertraglichen Änderung darf der Vertragsarzt ab dem 1. Juli 2008 nur noch Arzneimittel-Datenbanken einschließlich der zu ihrer Anwendung notwendigen elektronischen Programme (Software) nutzen, die eine manipulationsfreie Verordnung von Arzneimitteln gewährleistet. Diese müssen von der Kassenärztlichen Bundesvereinigung zertifiziert sein. Dazu haben die Spitzenverbände der Krankenkassen und die Kassenärztliche Bundesvereinigung einen Katalog erarbeitet, in dem Anforderungen an die Arzneimittelmodule definiert sind. Die Umsetzung dieser Kriterien ist die Voraussetzung für die Zertifizierung. (H028: Anforderungskatalog AVWG)